# Catarina Furtado
Catarina Cardoso Garcia da Fonseca Furtado (Lisszabon, 1972. augusztus 25. –) portugál színésznő és televíziós műsorvezető.

## Karrier
1995 és 1997 között tanult a London International School of Acting-ben.
2018.  január 8-án bejelentettek, hogy Filomena Cautela, Sílvia Alberto, Daniela Ruah és Catarina Furtado lesznek a 2018-as Eurovíziós Dalfesztivál műsorvezetői Lisszabonban.

## Filmográfia
- 1990: Non, ou a Vã Glória de Mandar, rendező: Manoel de Oliveira
- 1994: O Assassino da Voz Meiga , rendező: Artur Ribeiro
- 1997: Drinking & Bleeding , rendező: Leonard Whybrow, rövidfilm
- 1995: Amor & Alquimia, rendező: Fernando Fragata, rövidfilm
- 1997: Killing Time, rendező: Alexander Finbow, rövidfilm
- 1997: Fátima, rendező: Fabrizio Costa
- 1998: Siamese Cop, rendező: Paul Morris
- 1998: Longe da Vista, rendező: João Mário Grilo
- 1998: Pesadelo Cor de Rosa, rendező: Fernando Fragata
- 1999: O Anjo da Guarda, rendező: Margarida Gil
- 2000: A Noiva, rendező: Luís Galvão Teles TV
- 2004: Maria e as Outras, rendező: José de Sá Caetano
- 2005: Animal, rendező: Roselyne Bosch